# 4 Heures du Castellet 2021
Navigation
Édition précédente Édition suivante
Les 4 Heures du Castellet 2021, disputées le 6 juin 2021 sur le circuit Paul-Ricard, sont la vingt-huitième édition de cette course, la douzième sur un format de quatre heures, et la troisième manche de l'European Le Mans Series 2021.

## Engagés

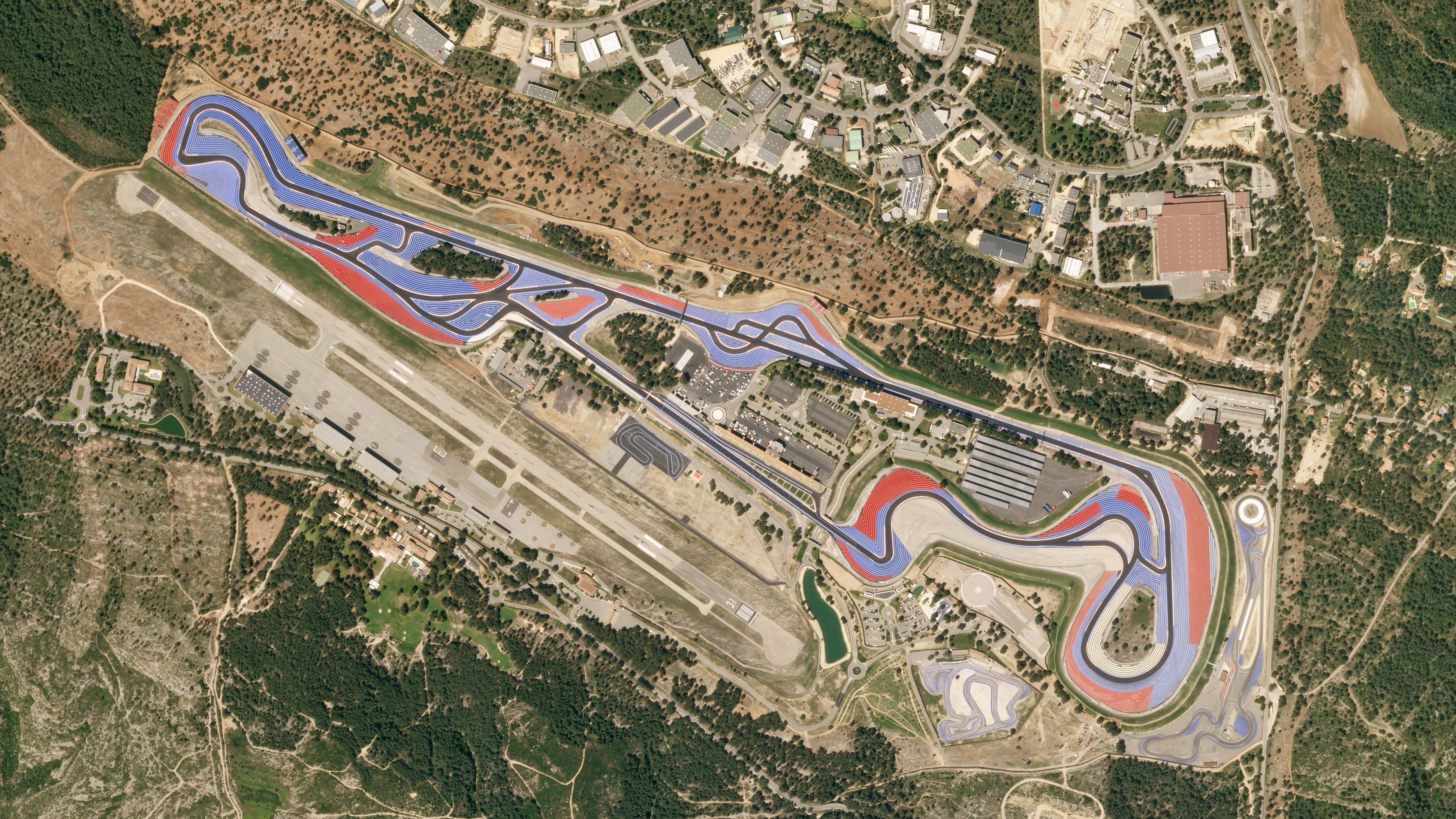
Vue aérienne du Circuit Paul Ricard

La liste officielle des engagés était composée de 42 voitures, dont 16 en LMP2 dont 7 Pro/Am, 16 en LMP3 et 9 en LM GTE,.
Dans la catégorie LMP2, l'écurie française IDEC Sport, qui engage les Oreca 07 n̟°17 et n°28, avait fait évoluer ses équipages pour cause d'engagements multiples de ses pilotes. Pour la n°17 Ryan Dalziel, retenu afin de participer aux GT World Challenge America, avait été remplacé par Gabriel Aubry. Pour la n°28 Patrick Pilet, retenu par ses obligations envers Porsche afin de participer aux 24 Heures du Nürburgring, avait été remplacé par Jean-Éric Vergne. Bien que l'écurie américaine DragonSpeed USA avait annoncé sa présence à l'épreuve avec comme 3e pilote Gustavo Menezes, celle-ci ne s'est pas présentée à l'épreuve. Après avoir manqué les 4 Heures du Red Bull Ring pour cause d'engagement auprès de Mazda Motorsports afin de participer aux Sports Car Challenge at Mid-Ohio, Harry Tincknell avait retrouvé le baquet de l"Oreca 07 n°34 de l'écurie Racing Team Turkey après avoir été brillamment remplacé par Logan Sargeant.

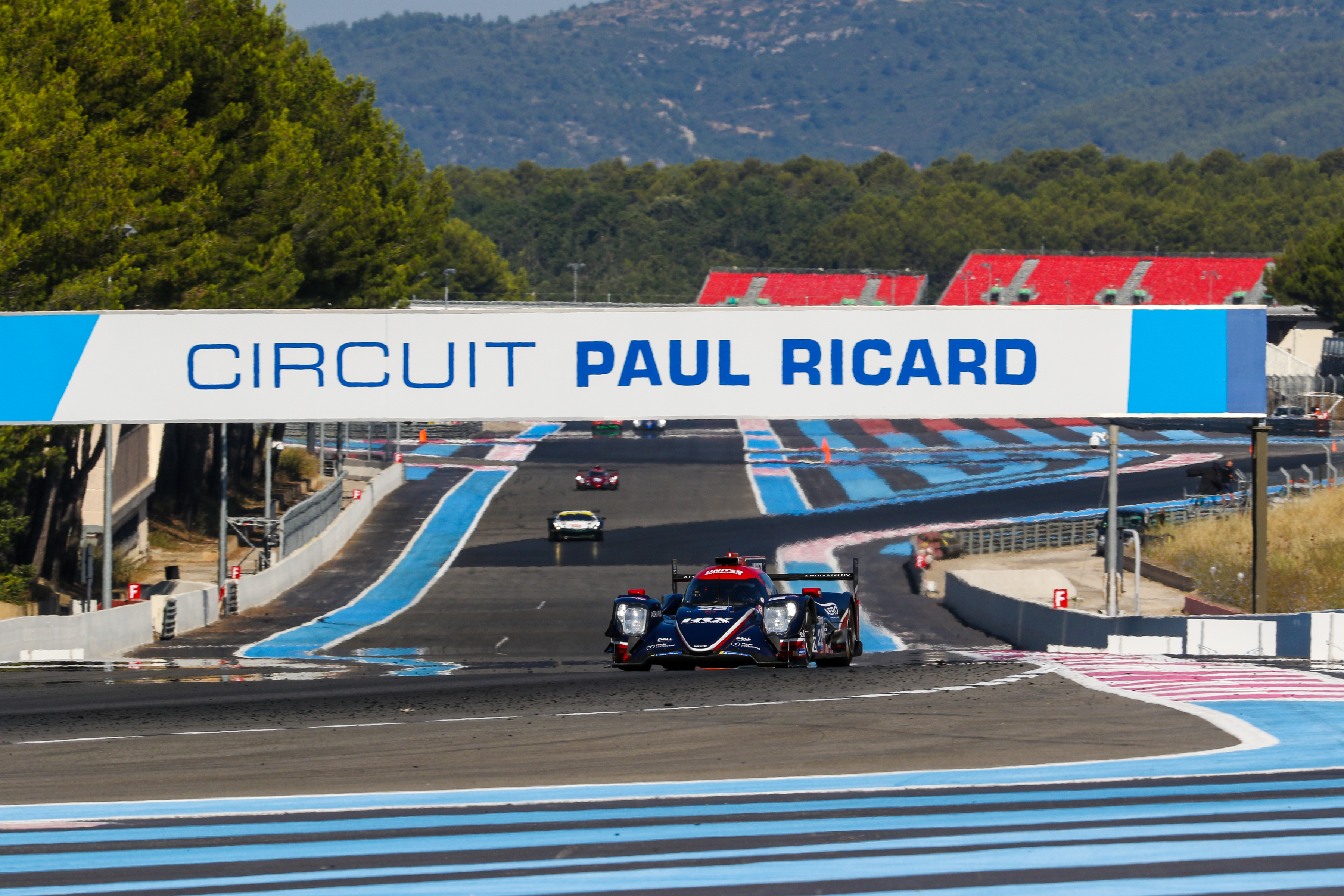
L'Oreca 07 de l'écurie United Autosports sur le Circuit Paul Ricard

Dans la catégorie LMP3, l'écurie luxembourgeoise DKR Engineering est passé d'un équipage de trois pilote à deux pilote. L'écurie italienne Eurointernational a remplacé le pilote turque Cem Bolukasi par le pilote italien Jacopo Baratto. Le pikote lituanien Julius Adomavicius a retrouvé le baquet de la Ligier JS P320 n°13 de l'écurie polonaise Inter Europol Competition après avoir manqué les 4 Heures du Red Bull Ring pour cause de Covid 19 ou il avait été remplacé à la dernière minute par Gustas Grinbergas. 
Dans la catégorie GTE, la Porsche 911 RSR-19 n°77 de l'écurie Proton Competition, a fait évoluer son équipage et Gianmaria Bruni qui avait été remplacé lors des 4 Heures du Red Bull Ring par Matt Campbell a effectué son retour. Dans la seconde Porsche 911 RSR-19 de l'écurie Proton Competition, la n°93, c'est le pilote Felipe Laser (de) qui a été remplacé par Jaxon Evans. Après avoir manqué les 4 Heures du Red Bull Ring pour cause d'engagement auprès du Heart of Racing Team afin de participer aux Sports Car Challenge at Mid-Ohio, Ross Gunn avait retrouvé le baquet de l"Aston Martin Vantage AMR n°95 de l'écurie TF Sport après avoir été remplacé par Jonathan Adam lors de l'épreuve précédente..

## Essais libres

### Première séance, le vendredi de 13 h 00 à 14 h 30
| Pos. | Classe | N° | Écurie            | Temps                        | Tours |
| ---- | ------ | -- | ----------------- | ---------------------------- | ----- |
| 1    | LMP2   | 26 | G-Drive Racing    | 1 min 42 s 981 (au 6e tour)  | 45    |
| 2    | LMP2   | 22 | United Autosports | 1 min 42 s 997 (au 5e tour)  | 16    |
| 3    | LMP2   | 32 | United Autosports | 1 min 43 s 176 (au 3e tour)  | 41    |
| 17   | LMP3   | 20 | Team Virage       | 1 min 49 s 060 (au 5e tour)  | 14    |
| 18   | LMP3   | 8  | Graff             | 1 min 49 s 298 (au 5e tour)  | 36    |
| 19   | LMP3   | 2  | United Autosports | 1 min 49 s 396 (au 3e tour)  | 32    |
| 33   | LMGTE  | 95 | TF Sport          | 1 min 52 s 693 (au 3e tour)  | 37    |
| 34   | LMGTE  | 80 | Iron Lynx         | 1 min 52 s 891 (au 13e tour) | 34    |
| 35   | LMGTE  | 60 | Iron Lynx         | 1 min 53 s 009 (au 8e tour)  | 37    |

### Deuxième séance, le samedi de 09 h 00 à 10 h 30
| Pos. | Classe | N° | Écurie                    | Temps                        | Tours |
| ---- | ------ | -- | ------------------------- | ---------------------------- | ----- |
| 1    | LMP2   | 26 | G-Drive Racing            | 1 min 42 s 841 (au 9e tour)  | 45    |
| 2    | LMP2   | 17 | IDEC Sport                | 1 min 43 s 083 (au 2e tour)  | 42    |
| 3    | LMP2   | 32 | United Autosports         | 1 min 43 s 459 (au 10e tour) | 41    |
| 17   | LMP3   | 13 | Inter Europol Competition | 1 min 49 s 612 (au 16e tour) | 17    |
| 18   | LMP3   | 20 | Team Virage               | 1 min 49 s 913 (au 36e tour) | 38    |
| 19   | LMP3   | 3  | United Autosports         | 1 min 50 s 003 (au 39e tour) | 39    |
| 33   | LMGTE  | 77 | Proton Competition        | 1 min 52 s 193 (au 36e tour) | 39    |
| 34   | LMGTE  | 95 | TF Sport                  | 1 min 52 s 220 (au 2e tour)  | 40    |
| 35   | LMGTE  | 93 | Proton Competition        | 1 min 52 s 308 (au 22e tour) | 42    |

## Qualifications
| Pos. | Classe     | N° | Équipe                    | Pilote                 | Temps          | Écart        |
| 1    | LMP2       | 26 | G-Drive Racing            | Nyck de Vries          | 1 min 42 s 166 | --           |
| 2    | LMP2       | 41 | Team WRT                  | Louis Delétraz         | 1 min 42 s 323 | + 0 s 157    |
| 3    | LMP2       | 22 | United Autosports         | Philip Hanson          | 1 min 42 s 478 | + 0 s 312    |
| 4    | LMP2       | 37 | Cool Racing               | Nicolas Lapierre       | 1 min 42 s 674 | + 0 s 508    |
| 5    | LMP2       | 17 | IDEC Sport                | Gabriel Aubry          | 1 min 42 s 732 | + 0 s 566    |
| 6    | LMP2       | 28 | IDEC Sport                | Paul-Loup Chatin       | 1 min 42 s 769 | + 0 s 603    |
| 7    | LMP2       | 32 | United Autosports         | Job van Uitert         | 1 min 42 s 770 | + 0 s 604    |
| 8    | LMP2       | 34 | Racing Team Turkey        | Charlie Eastwood       | 1 min 42 s 872 | + 0 s 706    |
| 9    | LMP2       | 65 | Panis Racing              | Will Stevens           | 1 min 43 s 101 | + 0 s 935    |
| 10   | LMP2       | 30 | DUQUEINE Team             | Tristan Gommendy       | 1 min 43 s 331 | + 1 s 165    |
| 11   | LMP2       | 29 | Ultimate                  | Matthieu Lahaye        | 1 min 43 s 361 | + 1 s 195    |
| 12   | LMP2       | 24 | Algarve Pro Racing        | Ferdinand von Habsburg | 1 min 43 s 718 | + 1 s 552    |
| 13   | LMP2       | 35 | BHK Motorsport            | Sergio Campana         | 1 min 43 s 865 | + 1 s 699    |
| 14   | LMP2       | 39 | Graff                     | Vincent Capillaire     | 1 min 44 s 551 | + 2 s 385    |
| 15   | INNOVATIVE | 84 | Association SRT41         | Pierre SANCINENA       | 1 min 45 s 591 | + 3 s 425    |
| 16   | LMP3       | 4  | DKR Engineering           | Laurents Hörr          | 1 min 48 s 440 | + 6 s 274    |
| 17   | LMP3       | 20 | Team Virage               | Garett Grist           | 1 min 48 s 826 | + 6 s 660    |
| 18   | LMP3       | 8  | Graff                     | David Droux            | 1 min 48 s 876 | + 6 s 710    |
| 19   | LMP3       | 2  | United Autosports         | Wayne Boyd             | 1 min 49 s 059 | + 6 s 893    |
| 20   | LMP3       | 13 | Inter Europol Competition | Ugo de Wilde           | 1 min 49 s 075 | + 6 s 909    |
| 21   | LMP3       | 9  | Graff                     | Matthias Kaiser        | 1 min 49 s 563 | + 7 s 397    |
| 22   | LMP3       | 3  | United Autosports         | Duncan Tappy           | 1 min 49 s 567 | + 7 s 401    |
| 23   | LMP3       | 19 | Cool Racing               | Matthew Bell           | 1 min 49 s 604 | + 7 s 438    |
| 24   | LMP3       | 15 | RLR Msport                | Malthe Jakobsen        | 1 min 49 s 641 | + 7 s 475    |
| 25   | LMP3       | 7  | Nielsen Racing            | Colin Noble            | 1 min 49 s 706 | + 7 s 540    |
| 26   | LMP3       | 11 | Eurointernational         | Joey Alders            | 1 min 49 s 715 | + 7 s 549    |
| 27   | LMP3       | 18 | 1 AIM Villorba Corse      | Damiano Fioravanti     | 1 min 50 s 027 | + 7 s 861    |
| 28   | LMP3       | 5  | MV2S Racing               | Fabien Lavergne        | 1 min 50 s 036 | + 7 s 870    |
| 29   | LMP3       | 6  | Nielsen Racing            | Max Koebolt            | 1 min 50 s 193 | + 8 s 027    |
| 30   | LMP3       | 14 | Inter Europol Competition | Mateusz Kaprzyk        | 1 min 50 s 225 | + 8 s 059    |
| 31   | LMP3       | 12 | Racing Experience         | Gary Hauser            | 1 min 50 s 260 | + 8 s 094    |
| 32   | LMGTE      | 95 | TF Sport                  | Ross Gunn              | 1 min 51 s 824 | + 9 s 658    |
| 33   | LMGTE      | 93 | Proton Competition        | Richard Lietz          | 1 min 51 s 944 | + 9 s 778    |
| 34   | LMGTE      | 77 | Proton Competition        | Gianmaria Bruni        | 1 min 52 s 299 | + 10 s 133   |
| 35   | LMGTE      | 80 | Iron Lynx                 | Miguel Molina          | 1 min 52 s 529 | + 10 s 363   |
| 36   | LMGTE      | 83 | Iron Lynx                 | Rahel Frey             | 1 min 52 s 747 | + 10 s 581   |
| 37   | LMGTE      | 88 | AF Corse                  | Alessio Rovera         | 1 min 52 s 909 | + 10 s 743   |
| 38   | LMGTE      | 60 | Iron Lynx                 | Paolo Ruberti          | 1 min 53 s 102 | + 10 s 936   |
| 39   | LMGTE      | 55 | Spirit of Race            | Matt Griffin           | 1 min 53 s 381 | + 11 s 215   |
| 40   | LMGTE      | 66 | JMW Motorsport            | Jody Fannin            | 1 min 54 s 067 | + 11 s 901   |
| 41   | LMP2       | 25 | G-Drive Racing            |                        | Pas de temps   | Pas de temps |

## Course
Voici le classement provisoire au terme de la course.
- Les vainqueurs de chaque catégorie sont signalés par un fond jauni.
- Pour la colonne Pneus, il faut passer le curseur au-dessus du modèle pour connaître le manufacturier de pneumatiques.

| Pos  | Classe     | no | Écurie                    | Pilotes                                                  | Châssis                        | Pneus | Tours | Temps               |
| Pos  | Classe     | no | Écurie                    | Pilotes                                                  | Moteur                         | Pneus | Tours | Temps               |
| ---- | ---------- | -- | ------------------------- | -------------------------------------------------------- | ------------------------------ | ----- | ----- | ------------------- |
| 1    | LMP2       | 26 | G-Drive Racing            | Franco Colapinto Roman Rusinov Nyck de Vries             | Aurus 01                       | G     | 126   | 4 h 00 min 17 s 286 |
| 1    | LMP2       | 26 | G-Drive Racing            | Franco Colapinto Roman Rusinov Nyck de Vries             | Gibson GK428 4,2 l V8 Atmo     | G     | 126   | 4 h 00 min 17 s 286 |
| 2    | LMP2       | 22 | United Autosports         | Jonathan Aberdein Philip Hanson Tom Gamble               | Oreca 07                       | G     | 126   | + 6 s 385           |
| 2    | LMP2       | 22 | United Autosports         | Jonathan Aberdein Philip Hanson Tom Gamble               | Gibson GK428 4,2 l V8 Atmo     | G     | 126   | + 6 s 385           |
| 3    | LMP2       | 32 | United Autosports         | Nico Jamin Manuel Maldonado Job van Uitert               | Oreca 07                       | G     | 126   | + 24 s 272          |
| 3    | LMP2       | 32 | United Autosports         | Nico Jamin Manuel Maldonado Job van Uitert               | Gibson GK428 4,2 l V8 Atmo     | G     | 126   | + 24 s 272          |
| 4    | LMP2       | 30 | DUQUEINE Team             | René Binder Tristan Gommendy Memo Rojas                  | Oreca 07                       | G     | 126   | + 43 s 171          |
| 4    | LMP2       | 30 | DUQUEINE Team             | René Binder Tristan Gommendy Memo Rojas                  | Gibson GK428 4,2 l V8 Atmo     | G     | 126   | + 43 s 171          |
| 5    | LMP2       | 41 | Team WRT                  | Louis Delétraz Robert Kubica Ye Yifei                    | Oreca 07                       | G     | 126   | + 51 s 000          |
| 5    | LMP2       | 41 | Team WRT                  | Louis Delétraz Robert Kubica Ye Yifei                    | Gibson GK428 4,2 l V8 Atmo     | G     | 126   | + 51 s 000          |
| 6    | LMP2       | 34 | Racing Team Turkey        | Salih Yoluç Charlie Eastwood Harry Tincknell             | Oreca 07                       | G     | 126   | + 54 s 767          |
| 6    | LMP2       | 34 | Racing Team Turkey        | Salih Yoluç Charlie Eastwood Harry Tincknell             | Gibson GK428 4,2 l V8 Atmo     | G     | 126   | + 54 s 767          |
| 7    | LMP2       | 24 | Algarve Pro Racing        | Richard Bradley Ferdinand von Habsburg Diego Menchaca    | Oreca 07                       | G     | 126   | + 1 min 24 s 841    |
| 7    | LMP2       | 24 | Algarve Pro Racing        | Richard Bradley Ferdinand von Habsburg Diego Menchaca    | Gibson GK428 4,2 l V8 Atmo     | G     | 126   | + 1 min 24 s 841    |
| 8    | LMP2       | 65 | Panis Racing              | Julien Canal Will Stevens James Allen                    | Oreca 07                       | G     | 125   | + 1 tour            |
| 8    | LMP2       | 65 | Panis Racing              | Julien Canal Will Stevens James Allen                    | Gibson GK428 4,2 l V8 Atmo     | G     | 125   | + 1 tour            |
| 9    | LMP2       | 28 | IDEC Sport                | Paul-Loup Chatin Paul Lafargue Jean-Éric Vergne          | Oreca 07                       | G     | 125   | + 1 tour            |
| 9    | LMP2       | 28 | IDEC Sport                | Paul-Loup Chatin Paul Lafargue Jean-Éric Vergne          | Gibson GK428 4,2 l V8 Atmo     | G     | 125   | + 1 tour            |
| 10   | LMP2       | 25 | G-Drive Racing            | Rui Andrade John Falb Roberto Merhi                      | Aurus 01                       | G     | 125   | + 1 tour            |
| 10   | LMP2       | 25 | G-Drive Racing            | Rui Andrade John Falb Roberto Merhi                      | Gibson GK428 4,2 l V8 Atmo     | G     | 125   | + 1 tour            |
| 11   | LMP2       | 35 | BHK Motorsport            | Sergio Campana Francesco Dracone Markus Pommer           | Oreca 07                       | G     | 125   | + 1 tour            |
| 11   | LMP2       | 35 | BHK Motorsport            | Sergio Campana Francesco Dracone Markus Pommer           | Gibson GK428 4,2 l V8 Atmo     | G     | 125   | + 1 tour            |
| 12   | LMP2       | 37 | Cool Racing               | Antonin Borga Alexandre Coigny Nicolas Lapierre          | Oreca 07                       | G     | 125   | + 1 tour            |
| 12   | LMP2       | 37 | Cool Racing               | Antonin Borga Alexandre Coigny Nicolas Lapierre          | Gibson GK428 4,2 l V8 Atmo     | G     | 125   | + 1 tour            |
| 13   | LMP2       | 29 | Ultimate                  | François Hériau Matthieu Lahaye Jean-Baptiste Lahaye     | Oreca 07                       | G     | 124   | + 2 tours           |
| 13   | LMP2       | 29 | Ultimate                  | François Hériau Matthieu Lahaye Jean-Baptiste Lahaye     | Gibson GK428 4,2 l V8 Atmo     | G     | 124   | + 2 tours           |
| 14   | LMP2       | 39 | Graff                     | Vincent Capillaire Arnold Robin Maxime Robin (de)        | Oreca 07                       | G     | 124   | + 2 tours           |
| 14   | LMP2       | 39 | Graff                     | Vincent Capillaire Arnold Robin Maxime Robin (de)        | Gibson GK428 4,2 l V8 Atmo     | G     | 124   | + 2 tours           |
| 15   | LMP2       | 17 | IDEC Sport                | Gabriel Aubry Dwight Merriman Kyle Tilley                | Oreca 07                       | G     | 122   | + 4 tours           |
| 15   | LMP2       | 17 | IDEC Sport                | Gabriel Aubry Dwight Merriman Kyle Tilley                | Gibson GK428 4,2 l V8 Atmo     | G     | 122   | + 4 tours           |
| 16   | LMP3       | 4  | DKR Engineering           | Laurents Hörr Jean-Philippe Dayraut                      | Duqueine M30 - D08             | M     | 119   | + 7 tours           |
| 16   | LMP3       | 4  | DKR Engineering           | Laurents Hörr Jean-Philippe Dayraut                      | Nissan VK56 5,6 l V8 Atmo      | M     | 119   | + 7 tours           |
| 17   | LMP3       | 19 | Cool Racing               | Matthew Bell Niklas Krütten Nicolas Maulini              | Ligier JS P320                 | M     | 119   | + 7 tours           |
| 17   | LMP3       | 19 | Cool Racing               | Matthew Bell Niklas Krütten Nicolas Maulini              | Nissan VK56 5,6 l V8 Atmo      | M     | 119   | + 7 tours           |
| 18   | LMP3       | 2  | United Autosports         | Wayne Boyd Edouard Cauhaupé Rob Wheldon                  | Ligier JS P320                 | M     | 119   | + 7 tours           |
| 18   | LMP3       | 2  | United Autosports         | Wayne Boyd Edouard Cauhaupé Rob Wheldon                  | Nissan VK56 5,6 l V8 Atmo      | M     | 119   | + 7 tours           |
| 19   | LMP3       | 15 | RLR Msport                | Mike Benham Malthe Jakobsen Alex Kapadia                 | Ligier JS P320                 | M     | 118   | + 8 tours           |
| 19   | LMP3       | 15 | RLR Msport                | Mike Benham Malthe Jakobsen Alex Kapadia                 | Nissan VK56 5,6 l V8 Atmo      | M     | 118   | + 8 tours           |
| 20   | LMP3       | 7  | Nielsen Racing            | Colin Noble Anthony Wells                                | Ligier JS P320                 | M     | 118   | + 8 tours           |
| 20   | LMP3       | 7  | Nielsen Racing            | Colin Noble Anthony Wells                                | Nissan VK56 5,6 l V8 Atmo      | M     | 118   | + 8 tours           |
| 21   | LMP3       | 14 | Inter Europol Competition | Julius Adomaviciusbr Mateusz Kaprzyk Mattia Pasini       | Ligier JS P320                 | M     | 118   | + 8 tours           |
| 21   | LMP3       | 14 | Inter Europol Competition | Julius Adomaviciusbr Mateusz Kaprzyk Mattia Pasini       | Nissan VK56 5,6 l V8 Atmo      | M     | 118   | + 8 tours           |
| 22   | LMP3       | 8  | Graff                     | David Droux Sébastien Page Eric Trouillet                | Ligier JS P320                 | M     | 118   | + 8 tours           |
| 22   | LMP3       | 8  | Graff                     | David Droux Sébastien Page Eric Trouillet                | Nissan VK56 5,6 l V8 Atmo      | M     | 118   | + 8 tours           |
| 23   | LMP3       | 12 | Racing Experience         | Tom Cloet David Hauser Gary Hauser                       | Duqueine M30 - D08             | M     | 118   | + 8 tours           |
| 23   | LMP3       | 12 | Racing Experience         | Tom Cloet David Hauser Gary Hauser                       | Nissan VK56 5,6 l V8 Atmo      | M     | 118   | + 8 tours           |
| 24   | LMP3       | 9  | Graff                     | Matthias Kaiser Rory Penttinen                           | Ligier JS P320                 | M     | 118   | + 8 tours           |
| 24   | LMP3       | 9  | Graff                     | Matthias Kaiser Rory Penttinen                           | Nissan VK56 5,6 l V8 Atmo      | M     | 118   | + 8 tours           |
| 25   | INNOVATIVE | 84 | Association SRT41         | Aoki Takuma Nigel Bailly Pierre Sancinena                | Oreca 07                       | G     | 117   | + 9 tours           |
| 25   | INNOVATIVE | 84 | Association SRT41         | Aoki Takuma Nigel Bailly Pierre Sancinena                | Gibson GK428 4,2 l V8 Atmo     | G     | 117   | + 9 tours           |
| 26   | LMP3       | 11 | Eurointernational         | Andrea Dromedari Jacopo Baratto Joey Alders              | Ligier JS P320                 | M     | 117   | + 9 tours           |
| 26   | LMP3       | 11 | Eurointernational         | Andrea Dromedari Jacopo Baratto Joey Alders              | Nissan VK56 5,6 l V8 Atmo      | M     | 117   | + 9 tours           |
| 27   | LMGTE      | 80 | Iron Lynx                 | Matteo Cressoni Rino Mastronardi Miguel Molina           | Ferrari 488 GTE Evo            | G     | 117   | + 9 tours           |
| 27   | LMGTE      | 80 | Iron Lynx                 | Matteo Cressoni Rino Mastronardi Miguel Molina           | Ferrari F154CB 3,9 l V8 Turbo  | G     | 117   | + 9 tours           |
| 28   | LMP3       | 5  | MV2S Racing               | Adrien Chila Christophe Cresp Fabien Lavergne            | Ligier JS P320                 | M     | 117   | + 9 tours           |
| 28   | LMP3       | 5  | MV2S Racing               | Adrien Chila Christophe Cresp Fabien Lavergne            | Nissan VK56 5,6 l V8 Atmo      | M     | 117   | + 9 tours           |
| 29   | LMGTE      | 55 | Spirit of Race            | Duncan Cameron Matt Griffin David Perel                  | Ferrari 488 GTE Evo            | G     | 117   | + 9 tours           |
| 29   | LMGTE      | 55 | Spirit of Race            | Duncan Cameron Matt Griffin David Perel                  | Ferrari F154CB 3,9 l V8 Turbo  | G     | 117   | + 9 tours           |
| 30   | LMP3       | 6  | Nielsen Racing            | Nick Adcock Max Koebolt Austin McCusker                  | Ligier JS P320                 | M     | 117   | + 9 tours           |
| 30   | LMP3       | 6  | Nielsen Racing            | Nick Adcock Max Koebolt Austin McCusker                  | Nissan VK56 5,6 l V8 Atmo      | M     | 117   | + 9 tours           |
| 31   | LMGTE      | 88 | AF Corse                  | François Perrodo Emmanuel Collard Alessio Rovera         | Ferrari 488 GTE Evo            | G     | 117   | + 9 tours           |
| 31   | LMGTE      | 88 | AF Corse                  | François Perrodo Emmanuel Collard Alessio Rovera         | Ferrari F154CB 3,9 l V8 Turbo  | G     | 117   | + 9 tours           |
| 32   | LMGTE      | 77 | WeatherTech Racing        | Christian Ried Cooper MacNeil Gianmaria Bruni            | Porsche 911 RSR-19             | G     | 117   | + 9 tours           |
| 32   | LMGTE      | 77 | WeatherTech Racing        | Christian Ried Cooper MacNeil Gianmaria Bruni            | Porsche 4,2 l Flat-6 Atmo      | G     | 117   | + 9 tours           |
| 33   | LMGTE      | 60 | Iron Lynx                 | Paolo Ruberti Claudio Schiavoni Giorgio Sernagiotto      | Ferrari 488 GTE Evo            | G     | 117   | + 9 tours           |
| 33   | LMGTE      | 60 | Iron Lynx                 | Paolo Ruberti Claudio Schiavoni Giorgio Sernagiotto      | Ferrari F154CB 3,9 l V8 Turbo  | G     | 117   | + 9 tours           |
| 34   | LMGTE      | 66 | JMW Motorsport            | Jody Fannin Andrea Fontana Rodrigo Sales                 | Ferrari 488 GTE Evo            | G     | 115   | + 11 tours          |
| 34   | LMGTE      | 66 | JMW Motorsport            | Jody Fannin Andrea Fontana Rodrigo Sales                 | Ferrari F154CB 3,9 l V8 Turbo  | G     | 115   | + 11 tours          |
| 35   | LMGTE      | 95 | TF Sport                  | John Hartshorne Ross Gunn Ollie Hancock                  | Aston Martin Vantage AMR       | G     | 115   | + 11 tours          |
| 35   | LMGTE      | 95 | TF Sport                  | John Hartshorne Ross Gunn Ollie Hancock                  | Aston Martin 4,0 l V8 Bi-Turbo | G     | 115   | + 11 tours          |
| 36   | LMP3       | 3  | United Autosports         | Andrew Bentley Duncan Tappy James McGuire                | Ligier JS P320                 | M     | 113   | + 13 tours          |
| 36   | LMP3       | 3  | United Autosports         | Andrew Bentley Duncan Tappy James McGuire                | Nissan VK56 5,6 l V8 Atmo      | M     | 113   | + 13 tours          |
| 37   | LMGTE      | 93 | Proton Competition        | Michael Fassbender Jaxon Evans Richard Lietz             | Porsche 911 RSR-19             | G     | 96    | + 30 tours          |
| 37   | LMGTE      | 93 | Proton Competition        | Michael Fassbender Jaxon Evans Richard Lietz             | Porsche 4,2 l Flat-6 Atmo      | G     | 96    | + 30 tours          |
| Abd. | LMP3       | 20 | Team Virage               | Charles Crews Garett Grist Rob Hodes                     | Ligier JS P320                 | M     | 94    | Incendie            |
| Abd. | LMP3       | 20 | Team Virage               | Charles Crews Garett Grist Rob Hodes                     | Nissan VK56 5,6 l V8 Atmo      | M     | 94    | Incendie            |
| Abd. | LMGTE      | 83 | Iron Lynx                 | Rahel Frey Michelle Gatting Manuela Gostner              | Ferrari 488 GTE Evo            | G     | 41    | Contact             |
| Abd. | LMGTE      | 83 | Iron Lynx                 | Rahel Frey Michelle Gatting Manuela Gostner              | Ferrari F154CB 3,9 l V8 Turbo  | G     | 41    | Contact             |
| Abd. | LMP3       | 13 | Inter Europol Competition | Martin Hippe Ugo de Wilde Ulysse de Pauw                 | Ligier JS P320                 | M     | 28    | Radiateur cassé     |
| Abd. | LMP3       | 13 | Inter Europol Competition | Martin Hippe Ugo de Wilde Ulysse de Pauw                 | Nissan VK56 5,6 l V8 Atmo      | M     | 28    | Radiateur cassé     |
| Abd. | LMP3       | 18 | 1 AIM Villorba Corse      | Alessandro Bressan Damiano Fioravanti Andreas Laskaratos | Ligier JS P320                 | M     | 20    |                     |
| Abd. | LMP3       | 18 | 1 AIM Villorba Corse      | Alessandro Bressan Damiano Fioravanti Andreas Laskaratos | Nissan VK56 5,6 l V8 Atmo      | M     | 20    |                     |

## Pole position et record du tour
- Pole position :  Nyck de Vries (#25 G-Drive Racing) en 1 min 42 s 166
- Meilleur tour en course :  Ye Yifei (#41 Team WRT) en 1 min 44 s 340

## À noter
- Longueur du circuit : 5,771 km
- Distance parcourue par les vainqueurs : 727,146 km